# Lilla Frödingen
Lilla Frödingen är en sjö i Åtvidabergs kommun i Östergötland och ingår i Söderköpingsåns huvudavrinningsområde.